# Хабаровск-Центральный (аэродром)
 Хабаровск-Центральный (Khabarovsk (Tsentral’niy)), также известен как «Большой аэродром» — государственный аэродром в Хабаровске совместного базирования ВКС, МЧС, МВД, ФСБ. Оператор аэродрома — Министерство обороны РФ, базируется 18-я бригада армейской авиации (в/ч 42838) на разнородной технике: Ми-8 (МТ, АМТШ, АМТШВ, АМТШВА), Ка-52, Ми-26, Ан-12, Ан-26, Ту-134 и 12-й авиаремонтный завод.
Позывной аэродрома — «Терек». Круг полётов — LL.

## История
В 1926 году в Хабаровске в составе отдельной Дальневосточной армии сформирована 26-я отдельная истребительная эскадрилья.
В 1928 году в Хабаровске была сформирована авиационная часть — 68-й отдельный речной гидроавиаотряд, вооружённый 14-ю самолётами МР-1. Уже через год отряд принял участие в конфликте на Китайско-Восточной железной дороге. Местом базирования летающих лодок был Амур. Впоследствии был оборудован гидроаэродром Красная Речка, с подчинением командованию Амурской военной флотилии.
Летом 1932 года из Подмосковья (предположительно, г. Бологое) в Хабаровск перелетели 105-я, 106-я и 107-я тяжёлые бомбардировочные эскадрильи 19-й авиационной бригады на самолётах ТБ-3, также была сформирована 78-я крейсерская авиационная эскадрилья.
Для обслуживания авиабригады был сформирован 89-й авиапарк 1-го разряда.
Аэродром дислокации бригады в Хабаровске неизвестен, но возможно, что именно для размещения огромных ТБ-3 и был построен Большой аэродром.
После завершения формирования бригада поменяла номер с 19-й на 28-ю, с подчиненностью МСДВ.
7 ноября 1932 года два ТБ-3, в сопровождении пяти Р-6, пролетели над Хабаровском в праздничном параде.
В соответствии с Планом оргмероприятий штаба РККА № 1/3011 за январь 1933 года и приказом по МСДВ № 0243, к 1 апреля 1933 года управление бригады передислоцировано в село Воздвиженка, а эскадрильи — на аэродромы Воздвиженка, Дубининский Разъезд и Михайловка.
Взамен убывшей бригады в Хабаровск из Монино (предположительно) передислоцируется 23-я ТБАБ в составе: 89-я, 90-я, 91-я и 92-я ТБАЭ на самолётах ТБ-3 М-17 и 46-я КРАЭ на самолётах Р-6.
В Хабаровске они поменяли номера: управление 23-й ТБАБ — на управление 26-й ТБАБ; 89-я ТБАЭ — на 101-ю ТБАЭ; 90-я ТБАЭ — на 102-ю ТБАЭ; 91-я ТБАЭ — На 103-ю ТБАЭ; 92-я ТБАЭ — на 104-ю ТБАЭ; 46-я КРАЭ — на 51-ю КРАЭ. Кроме них, в состав бригады включили 26-ю истребительную АЭ на самолётах И-5, 26-ю роту связи, 26-й авиапарк, 26-й авиаполигон и 26-ю ШМАС.
23 ноября 1933 года все части бригады были переданы из Морских Сил Дальнего Востока в ОКДВА (приказ РВС МДСВ № 0073 от 23.11.1933 г. РГА ВМФ ф. Р-1090. оп. 6, д.11), без изменения места дислокации.
В 1934 году на окраине Хабаровска организованы 60-е Стационарные авиационные мастерские Военно-воздушного флота, в дальнейшем это стал 12-й АРЗ МО СССР.
В мае 1938 года 26-я ТБАБ ВВС ОКДВА была расформирована. На её основе сформирован 22-й дальнебомбардировочный полк. В этом году на базе 26-й ОИАЭ был сформирован знаменитый 6-й истребительный авиаполк с дислокацией на аэродроме близ села Гаровка. На вооружении полка поступили самолёты И-15 и И-16.
На основании Постановления СНК СССР 2265-977сс от 05.11.1940 года в Хабаровске сформирован 5-й бомбардировочный авиационный корпус ДБА. 18 августа 1941 года авиакорпус расформирован.
6 июля 1941 года 6-й ИАП убыл на Запад в действующую армию и приступил к боевой работе. В феврале 1942 года полк, будучи на переучивании и переформировании в Новосибирске переименован в 18-й гвардейский ИАП. В конце 1942 года в состав полка включена включена дополнительная 1-я «А» эскадрилья ВВС свободной Франции «Нормандия», на базе которой 5.07.1943 года будет развёрнут 1-й отдельный истребительный авиационный полк сражающейся Франции. 23.10 1943 года 18-й гв. ИАП награждён орденом Красного Знамени. 2 июля 1944 года полку присвоено почётное наименование Витебский. 23.07.1944 года полк награждён орденом Суворова 3-й степени.
В июле 1945 года этот полк перелетел на Дальний Восток. После войны с Японией полк перелетел в Белоруссию, затем в Подмосковье. В марте 1950 года полк передислоцирован на аэродром Воздвиженка. 26 марта 1951 года полк направлен в Китай, откуда выполняются боевые вылеты в Корею. 24 февраля 1952 года 18-й ИАП перебазируется на место постоянной дислокации — аэродром Галёнки. В 1982 году полк перевооружён и переименован в истребительно-бомбардировочный, в 1993 году — в штурмовой. 9 мая 1995 года Указом Президента РФ, в целях сохранения традиций, полку присвоено почётное наименование «Нормандия-Неман» — полное наименование полка на момент расформирования 11 ноября 2011 года 18-й отдельный гвардейский штурмовой Витебский дважды Краснознамённый ордена Суворова 3-й степени ордена Почётного Легиона Республики Франция авиационный полк «Нормандия-Неман».

### Аэродром Большой
В 1934 году в городе Хабаровске сформированы 60-е авиационные мастерские Военно-воздушного флота, осуществлявшие ремонт самолётов и двигателей. Место расположения мастерских в районе нынешнего Большого Аэродрома.
В 1938 году на полевом аэродроме была построена бетонная ВПП для приёма всех типов самолётов (строительством аэродрома руководил генерал Карбышев Д. М.). Это был второй хабаровский аэродром: первым был построен в 1932 году гражданский аэропорт, сейчас это Аэропорт малых воздушных линий. Так как новый аэродром превзошёл первый аэропорт по всем показателям, то народ стал его называть «Большой аэродром». Аэродром был переименован в «Хабаровск-Центральный» значительно позднее, и многие хабаровчане до сих пор не знают официального названия аэродрома, продолжая по привычке называть его «Большим».
На этом аэродроме во второй половине XX века дислоцировалось множество авиационных частей различной ведомственной принадлежности:
- С сентября 1945 года по июнь 1946 года на аэродроме после войны с Японией базировалась 250-я истребительная авиационная Краснознамённая дивизия (управление АД), а также 48-й истребительный авиационный полк на самолётах Як-9, 361-й истребительный авиационный полк на самолётах Як-9, 913-й истребительный авиационный полк на самолётах Ла-7, 917-й истребительный авиационный полк на самолётах Ла-7. В июне 1946 года дивизия вместе с полками перебазировалась на аэродромный узел Кайсю (Хэчжу) в Северной Корее. После окончания задания дивизия в ноябре 1948 года вернулась на аэродром Большой, где базировалась до августа 1960 года. Вместе с дивизией на аэродроме базировался 361-й истребительный авиационный полк на самолётах Як-9 (до 1952), МиГ-15 (1950—1955) и МиГ-17 (с 1955). В августе 1960 года 250-я истребительная авиационная Краснознамённая дивизия и 361-й истребительный авиационный полк были расформированы.
- В 1959 году 60-е авиационные мастерские Военно-воздушного флота переименованы в 12-й авиаремонтный завод Минобороны. В это время главной специализацией завода являлись ремонты, доработки и модернизация самолётов типа Ту-16. Это один из немногих АРЗ в стране, который переделывал списанные по ресурсу Ту-16 в радиоуправляемые мишени.

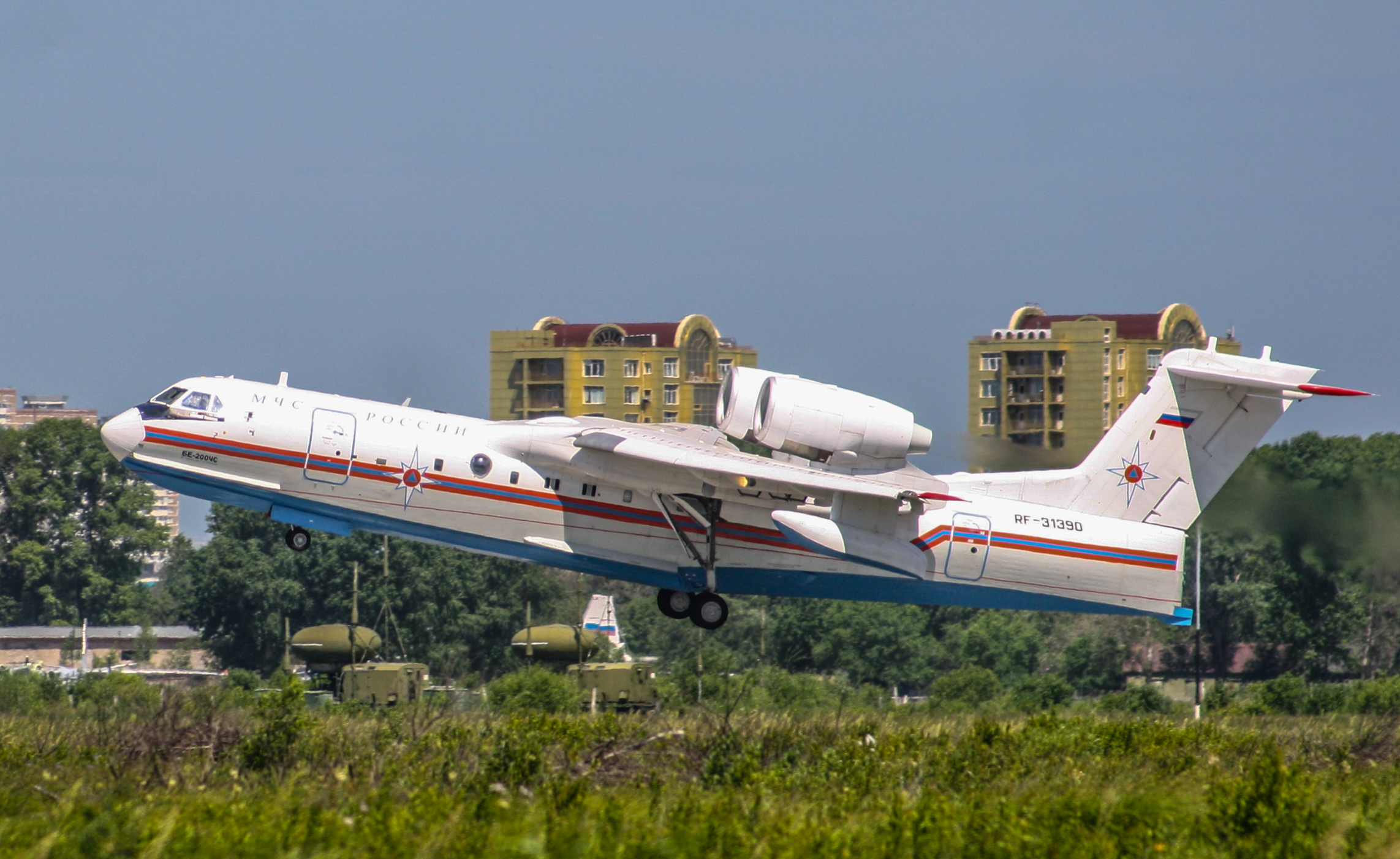
Бе-200ЧС

- 257-й отдельный смешанный авиационный полк в/ч 35471 на разнородной технике (Ан-12, Ан-24, Ан-26, Ту-134, Ту-154), работавший в интересах командования КДВО. При активном реформировании полк переформирован в 265-ю АвБ, затем в 6-ю АвГр 6983-й АвБ. В 2010 году на аэродром перелетел 825-й отдельный вертолётный полк с аэродрома Гаровка-2 и вошёл в состав вновь формируемой 573-й авиабазы армейской авиации второго разряда.
- 8-я я ОСАЭ в/ч 21901, сформирована в 1967 году на аэродроме Хабаровск-Большой, в 1979 году введена в состав 257-го ОСАП, в 1982 году передислоцирована на аэродром Гаровка-2, откуда в 1994 году передислоцирована в пос. Обор (Хабаровский край) и в 1998 году — расформирована.
- 12-й ОВО в/ч 21916, сформирован в 1967 году на аэр. Хабаровск-Большой, вертолёты Ми-2. В 1982 году отряд передислоцирован на аэр. Гаровка-2, в 1989 году — расформирован.
- На аэродроме стоял авиаполк пограничников (какой?), в дальнейшем сокращён до 16-й ОАЭ ПВ в/ч 2460.
- Войсковая часть 3524 — 1-я отдельная авиационная эскадрилья (смешанная) внутренних войск МВД, сформирована 3 марта 1979 года на аэродроме Хабаровск-Большой, в составе — 4 звена по три вертолёта Ми-8 и один транспортный Ан-26, а также отдельно базирующееся вертолётное звено 1-й ОАЭ (ОБАЗ) на аэродроме Чита-1 (Черёмушки). Это было первое авиационное подразделение в структуре ВВ МВД, 3 марта был объявлен днём создания авиации внутренних войск. В 1980 году на базе 1-й ОАЭ сформирована 2-я ОАЭ МВД в/ч 3543, с базированием в Хабаровске. Обе эскадрильи создавались для обеспечения деятельности 103-й и 104-й железнодорожных дивизий ВВ МВД СССР, зона ответственности эскадрилий: Хабаровский и Приморский край, Сахалин, Камчатка, Магадан, Чукотка. На базе этих эскадрилий в дальнейшем сформированы 5 отдельно базирующихся авиационных звена 3-й ОАЭ, с дислокацией по всему СССР — в Нижнем Новгороде, Сыктывкаре, Свердловске, Новосибирске и Алма-Ате. В 1987 году 2-я ОАЭ из Хабаровска выведена в Читу, в 2007 году переведена в Иркутск. 1-я ОАЭ продолжает дислоцироваться на аэродроме Хабаровск-Большой, по штату три вертолётных звена и два Ан-26.
- С 1985 года на аэродроме Хабаровск-Большой дислоцировалась 252-я ОСАЭ на разнородной технике — 3 Ан-12, 3 Ан-26, 1 Ил-14; вертолёты — 6 Ми-8Т. Эскадрилья работала в интересах командования 11-й армии ПВО.
- В 1991 году на аэродроме Гаровка-2 сформировано вертолётное звено при управлении дивизии в/ч 32883 (с аэр. 10-й участок, Калинка). В 1994 году звено перелетело на аэродром Хабаровск-Большой. В 1997 году звено расформировано.
- С 21 октября 1999 года на аэродром перелетел 137-й отдельный вертолётный отряд ГО в/ч 28611, в 2001 году отряд развёрнут в 171-ю отдельную смешанную авиационную эскадрилью. В 2006 году на базе эскадрильи сформирована авиационная база МЧС. В 2010 году авиационная база переформирована в Авиационно-спасательный центр (Дальневосточного регионального центра МЧС России). В соответствии с Директивой МЧС России от 16.06.2011 года № 55-17-3 с 1 сентября 2011 года изменена организационно-правовая форма войсковой части 28611 в Федеральное государственное бюджетное учреждение «Авиационно-спасательный центр Дальневосточного регионального центра МЧС России». Войсковая часть 28611 официально прекратила свое существование. Спасатели эксплуатируют следующую авиационную технику — Ми-8, Ми-26Т, Ан-74, Бе-200ЧС.

- 825-й отдельный вертолётный полк в/ч 54902. В 1968 году передислоцирован из Каунаса (Литовская ССР) в пос. Среднебелая (Амурская обл.), в 1982 году передислоцирован на аэродром Гаровка-2 (Хабаровск), в 2010 году 825-й отдельный транспортно-боевой вертолётный полк (в/ч 54902) на основании Директивы Генерального Штаба от 04.12.2009 года № 665/1/6151 был расформирован[1].
- В 2010 году на аэродроме Хабаровск-Большой сформирована 265-я авиационная база (в/ч 35471). В 2010 году 265-я авиационная база была расформирована на основании Директивы Генерального Штаба 665/110326 и 1 декабря 2010 года сформирована 573-я авиационная база армейской авиации II разряда (в/ч 42838)[1].
- В 2017 году 573-я авиационная база армейской авиации II разряда (в/ч 42838) преобразована в 18-ю бригаду армейской авиации (в/ч 42838)[2].